# Gibbs Farm
La Gibbs Farm (littéralement « ferme Gibbs ») est un musée en plein air privé situé en Nouvelle-Zélande, créé par l'homme d'affaires Alan Gibbs.

## Caractéristiques
Alan Gibbs (né en 1939) est un homme d'affaires néozélandais. Il est l'une des personnalités résidant en Nouvelle-Zélande les plus riches, avec un patrimoine estimé à 450 millions de $[réf. nécessaire].
Grand collectionneur d'art, il achète en 1991 un terrain situé à une soixantaine de km au nord d'Auckland, dans le district de Kaipara, près des villes de Kaukapakapa et Araparera. Sur ce terrain de 4 km2, en une vingtaine d'années, il installe de nombreuses œuvres. Il aurait tiré une partie de son inspiration en visitant le Storm King Art Center aux États-Unis.
La Gibbs Farm est privé, mais peut être visité gratuitement sur demande.

## Collection
La plupart des œuvres de la Gibbs Farm sont des œuvres de commande. Certaines sont suffisamment grandes pour être visibles du ciel.
Les œuvres en extérieur sont les suivantes :
- Graham Bennett, Sea/Sky Kaipara (1994)
- Chris Booth, Kaipara Strata (1992)
- Daniel Buren, Green and White Fence (1999-2001)
- Bill Culbert, Light Column/Cabbage Tree (1996)
- Neil Dawson, Horizons (1994)
- Marijke de Goey, The Mermaid (1999)
- Andy Goldsworthy, Arches (2005)
- Ralph Hotere, Te Hemara (1996)
- Anish Kapoor, Dismemberment, Site 1 (2009)
- Sol LeWitt, Pyramid (Keystone NZ) (1997)
- Len Lye, Wind Wand (2003)
- Russell Moses, Kaipara Waka (1996)
- Peter Nicholls, Rakaia (1996-1997)
- Eric Orr et Greg Leyh, Electrum (for Len Lye) (1997, la plus grande bobine Tesla du monde avec 11,5 m de hauteur[2])
- Tony Oursler, Mud Opera (2008)
- George Rickey :
  - Two Rectangles, Vertical Gyratory Up (V) (1987)
  - Column of Four Squares, Eccentric Gyratory (III) (1990 - 1995)
- Peter Roche, Saddleblaze (2008)
- Richard Serra, Te Tuhirangi Contour (1999/2001)
- Kenneth Snelson, Easy K (2005)
- Richard Thompson, Untitled (Red Square/Black Square) (1994)
- Leon van den Eijkel, Red Cloud Confrontation in Landscape (1996)
- Zhan Wang, Floating Island of Immortals (2006)